# Hermann Paul
Hermann Paul (ur. 7 sierpnia 1846 w Salbke, zm. 29 grudnia 1921 w Monachium) – niemiecki filolog, germanista, językoznawca, mediewista, czołowy przedstawiciel i teoretyk młodogramatyków.

## Życiorys
Po ukończeniu szkoły podstawowej w swojej rodzinnej miejscowości kontynuował naukę szkolną w Magdeburgu. Po zdaniu matury w gimnazjum klasztornym w roku 1866 zapisał się na studia filologiczne uniwersytetu w Berlinie, lecz wkrótce przeniósł się na studia do Lipska. Jego wykładowcami byli m.in. Friedrich Zarncke, Georg Curtius, August Leskien. W sierpniu 1870 doktoryzował się, a wkrótce potem uzyskał habilitację na podstawie rozprawy o „Tristanie” Gottfrieda von Straßburga. W 1874 został zastępcą profesora, a w 1887 profesorem zwyczajnym językoznawstwa i literatury niemieckiej na Uniwersytecie we Fryburgu Bryzgowijskim, a w 1893 uniwersytetu w Monachium. Współtworzył szkołę młodogramatyków i był jej teoretykiem, w 1874 brał udział w zakładaniu i został wydawcą „Beiträge zur Geschichte der deutschen Sprache und Literatur”.

## Działalność naukowa
W ujęciu Hermanna Paula język jest zjawiskiem konkretnym, nie abstrakcyjnym, a w badaniach należy wychodzić od konkretnych tekstów. Cechy charakterystyczne językoznawstwa w ujęciu Hermana Paula i młodogramatyków to:
1) postawa pozytywistyczna i empiryczna, preferencja badań materiałowych, unikanie teorii ogólnych;
2) historyzm, pogląd, że poza badaniami historycznymi nie ma nauki;
3) podstawa interpretacji psychologiczna i fizjologiczna jako wspólny mianownik wszystkich faktów i zjawisk językowych.
W tekście „Mein Leben” Hermann Paul pisze, że w swoich badaniach najpierw zajmował się interpretacją tekstów literackich, począwszy od okresu średnio-wysoko-niemieckiego, a również fonetyką i fleksją języków germańskich. Mniej interesowała go treść tekstów, a bardziej ich strona językowa. Później punkt ciężkości badań Paula przesunął się w kierunku badań językoznawczych.
Za naukowe uznawał jedynie badania historyczne. Historię języka traktował jako dyscyplinę nauki o kulturze.
Obecnie podkreślana jest jego metodologia badań, polegająca na uwzględnianiu różnych źródeł, różnych tekstów z różnych okresów historycznych. W swojej sztandarowej pracy Prinzipien der Sprachgeschichte polemizuje z Wilhelmem Wundtem i jego „psychologią narodową”: (Völkerpsychologie), opowiadając się za badaniem jednostkowych zjawisk psychologicznych.
Zdaniem Ulrike Hass-Zumkehr ścisłe empiryczne metody badań Hermanna Paula, jego historyzm i zorientowanie na fenomen kultury mogą stanowić inspirację dla współczesnej lingwistyki.
Hermann Paul jest autorem fundamentalnych prac z zakresu teorii języka i językoznawstwa, m.in. Prinzipien der Sprachgeschichte (1880), Mittelhochdeutsche Grammatik (1881), Grundriss der germanischen Philologie (1900), Deutsche Grammatik (t. 1-5 1916-1920) oraz autorem słownika języka niemieckiego Deutsches Wörterbuch (1897), w roku 1992 ukazało się dziewiąte wydanie słownika..